# Koszykówka na Igrzyskach Azjatyckich 1990
Wyniki turnieju koszykarskiego rozegranego podczas Igrzysk Azjatyckich 1990:

## Mężczyźni

### Zestawienie końcowe drużyn
- 1. Chiny
- 2. Filipiny
- 3. Korea Południowa
- 4. Japonia
- 5. Chińskie Tajpej
- 6. Zjednoczone Emiraty Arabskie
- 7. Iran
- 8. Korea Północna
- 9. Arabia Saudyjska
- 10. Pakistan
- 11. Hongkong

## Medaliści
| Lp. | Państwo          | Medal |
| --- | ---------------- | ----- |
| 1   | Chiny            |       |
| 2   | Filipiny         |       |
| 3   | Korea Południowa |       |

## Kobiety

### Zestawienie końcowe drużyn
- 1. Korea Południowa
- 2. Chiny
- 3. Chińskie Tajpej
- 4. Japonia
- 5. Korea Północna
- 6. Malezja

## Medalistki
| Lp. | Państwo          | Medal |
| --- | ---------------- | ----- |
| 1   | Korea Południowa |       |
| 2   | Chiny            |       |
| 3   | Chińskie Tajpej  |       |